# Corpo de arco-íris

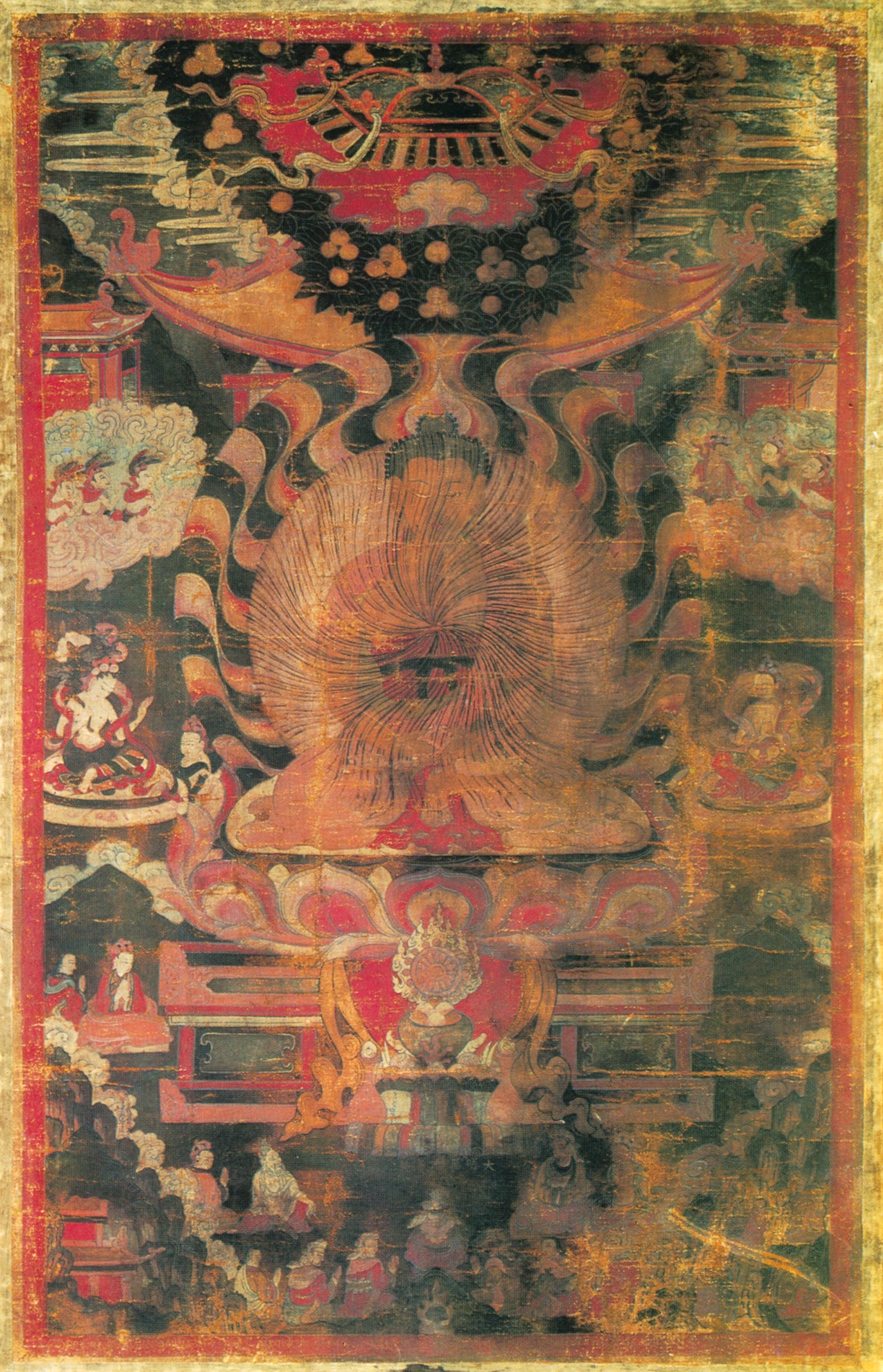
Representação de Buda Xaquiamuni com halo de arco íris. Thangka tibetana do século XVIII.

No Dzogchen, corpo de arco-íris (em tibetano: འཇའ་ལུས་; Wylie: 'ja' lus, Jalü ou Jalus) é um nível de realização. Isso pode ou não ser acompanhado pelo 'fenômeno do corpo de arco-íris'. O fenômeno do corpo de arco-íris é de origem pré-budista, e é um tópico que tem sido tratado com bastante seriedade no Tibete nos séculos passados e na era moderna. Outros ensinamentos do Vajraiana também mencionam fenômenos de corpo de arco-íris.

## Rigpa

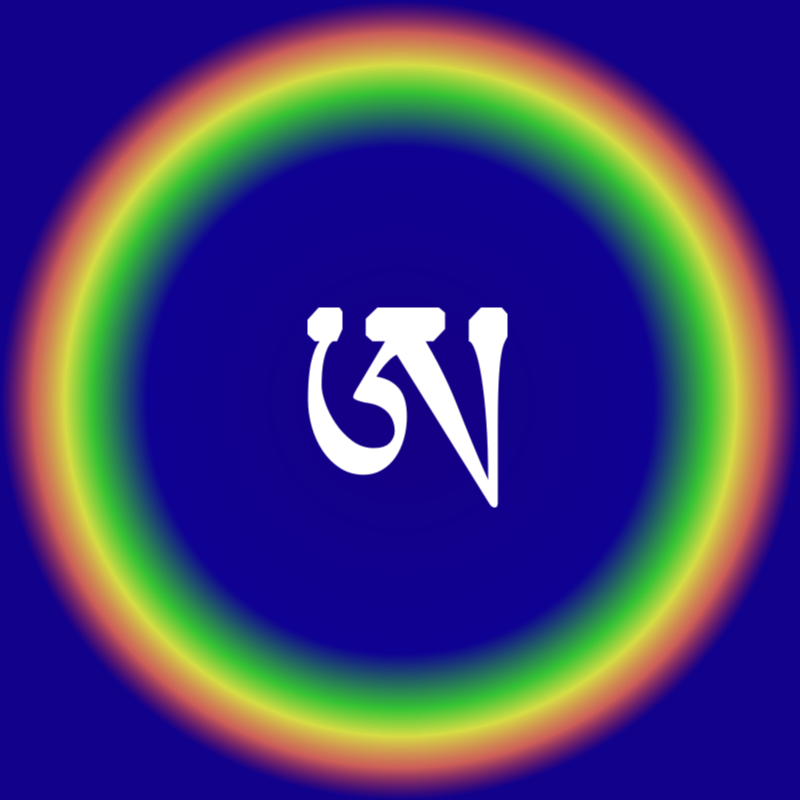
Letra tibetana "A" dentro de um thigle. O "A", que corresponde ao som 'a' longo, representa kadag enquanto o thigle representa lhun grub.

O fenômeno do corpo de arco-íris é uma perspectiva de terceira pessoa de outra pessoa alcançando conhecimento completo (em tibetano: རིག་པ; Wylie: rigpa). Conhecimento é a ausência de ilusão quanto à exibição da Base. Considera-se que a ignorância do não reconhecimento das qualidades ilimitadas pela mente conceitualizante causa o revestimento dos limites do espaço, tempo e matéria. Na teoria dzogchen, a completude de suas práticas esotéricas leva à reversão do processo de materialização, em dissolução. O mestre Longchenpa (século XIV) fornece uma comparação sobre quem realiza esse estado de 'ja lus:
"Como quando um pote se quebra, de modo que o espaço interno e o espaço externo ficam tão misturados que não se pode distingui-los, aqui a pessoa é desperta no estado de Buda, não distinguindo o corpo que foi reduzido a seus constituintes atômicos da consciência interna."
Rigpa tem três sabedorias, que são ngo bo kadag, rang bzhin lhun grub e thugs rje kun khyab. Kadag lida com trekchö. O aspecto lhun grub tem a ver com práticas esotéricas, como (mas não limitado a) tögal, que autoliberta o corpo humano em um Saṃbhogakāya (fenômeno do corpo de arco-íris). Um símbolo comum do Dzogchen é um "A" tibetano de cor branca envolto em um thigle. O "A" representa kadag enquanto o thigle representa lhun grub. A terceira sabedoria, thugs rje (Compaixão) kun khyab, é a "ressonância" onipresente de potência da essência, como inseparabilidade das duas sabedorias anteriores de "facticidade" e "atualidade". Thigle representa a totalidade ilimitada e não amplificável― espacial, temporal, ontológica e epistemológica―pela união do "incessante" (thig) com o "não nascido" (le), sem recair nos extremos de um ou de outro (aniquilacionismo ou eternalismo, respectivamente).
No Dzogchen, um ponto fundamental da prática é distinguir rigpa de sems (mente).

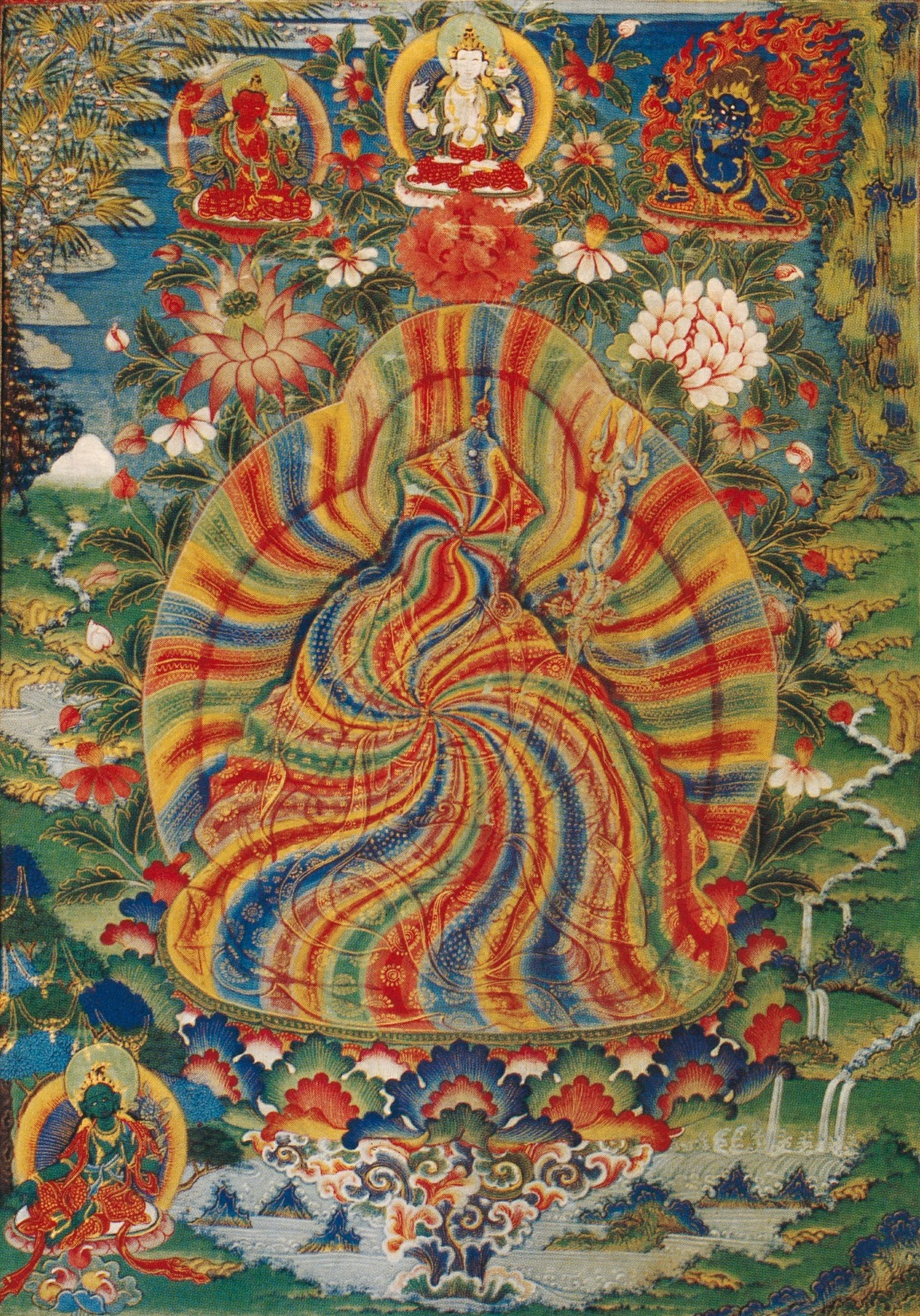
Padmasambhava com corpo de arco íris. Thangka tibetana do século XIX.

A fruição final das práticas tögal é um corpo de pura luz e a dissolução do corpo físico na morte; isto é chamado de corpo arco-íris (Wylie 'ja' lus, pronunciado ja lü). Se as quatro visões de tögal não se completam antes da morte, então durante a morte, do ponto de vista de um observador externo, o moribundo começa a encolher até desaparecer. Normalmente, as unhas das mãos, dos pés e os cabelos são deixados para trás (ver, por exemplo, Togden Ugyen Tendzin, Ayu Khandro, Changchub Dorje). A obtenção do corpo de arco-íris é tipicamente acompanhada pelo aparecimento de luzes e arco-íris. Com o corpo do meditador purificado em luz, considera-se que ele "não morreu", que continua ativo em seu corpo de arco-íris ajudando aos seres sencientes e que pode ser visto por praticantes avançados.
Diferente de corpos ilusórios em práticas maaianas, que são dependentes do elemento "vento" para sua produção, o atingimento do corpo de arco-íris é considerado supremo, com a transmutação de todos os elementos físicos do corpo, com os cinco elementos sendo dissolvidos na essência pura de seus componentes: luz, ou as "Cinco Luzes".
Os praticantes excepcionais realizam um tipo superior de corpo de arco-íris sem morrer. Tendo completado as quatro visões antes da morte, o indivíduo se concentra nas luzes que cercam os dedos. Seu corpo físico se autoliberta em um corpo de luz não material (um Saṃbhogakāya) com a capacidade de existir e permanecer onde e quando for indicado pela compaixão. Grandes iogues como Padmasambhava foram considerados como tendo adquirido o corpo de arco-íris ainda em vida, transformando-se sem passar pela Grande Transferência da morte, e gradualmente tornando-se invisível.
Conforme as descrições dos relatos e hagiografias (namtar) daqueles que atingiram o corpo de arco-íris, há a ocorrência de sinais milagrosos, como luzes, sons, relíquias, terremotos e fenômenos atmosféricos como chuvas e arco-íris.

### Tipos de atingimento
Na tradição do dzogchen, há uma tipologia que identifica pelo menos quatro formas da dissolução do corpo, em que se apresenta a realização do corpo de arco-íris. Elas dependem do meio em que foi atingido, por um dos dois caminhos de autolibertação do dzogchen: um é a prática do "cortar através" (trekchö), em que se cultiva o estado de base da mente primordial, em puro rigpa; o outro é o "direto atravessar" (tögal), em que se cultivam as várias aparências emergentes, da espontaneidade da mente. No cortar, os átomos desaparecem ao se entrar na pureza primordial e a libertação é instantânea, sem o surgimento do corpo de luz; no atravessamento direto, a exaustão dos elementos ocorre em se penetrando a espontaneidade da base, e o corpo de luz aparece como um aspecto do atingimento da grande transferência (pho ba). Apesar da diferença na manifestação, a realização da libertação na pureza primordial (estado de corpo de arco-íris) é a mesma. Segundo Longchenpa:
"a exaustão dos elementos segundo o princípio da pureza primeva tem sido finalizada pelos meios de khregs chod, 'curtar a rigidez' e a purificação dos elementos segundo a espontaneidade em sido finalizada pelos meios de thod rgal, 'atravessar sobre o cume'; são idênticos em suas efetividades para purificar as substâncias internas e externas, mas no caso do khregs chod, quando os átomos do corpo desaparecem separadamente, o adepto é instantaneamente libertado à pureza primordial. (...) No caso do thod rgal o adepto assume um corpo luminoso e realiza o 'Grande Movimento'."
Assim, Jamgon Kongtrul catalogou quanto às formas atingidas por trekchö, com o desaparecimento total dos átomos:
- "O Caminho da Morte como as Dakinis": o sinal dessa realização é a purificação de todos os átomos do corpo, sem deixar nenhum traço restante.
- "O Caminho da Morte como Espaço": como um vaso que se quebra, os átomos do corpo se dispersam no solo da pureza e a consciência se imiscui na dimensão primordial.

E quanto às por tögdal:
- "O Caminho da Morte como os Detentores de Conhecimento": o iogue desaparece acompanhado de sons místicos em meio a uma massa de luz no céu; porém, há ainda componentes corporais e outros podem vê-lo.
- "O Caminho da Autoexaustão como Fogo": o iogue morre como a exaustão de um fogo e não há elementos e condições para o surgimento de novas aflições.

Segundo Lopön Tenzin Namdak, da tradição bonpo, há dois tipos de jalus: o completo (chen po) e o encolhimento do corpo (chung po). Ele afirma que o corpo de arco-íris é diferente do corpo de luz ('od lus): este último pode ser atingido por práticas como os Seis Iogas. Porém, um 'ja' lus também pode ser um corpo de luz.
Considera-se que o corpo de luz visível beneficia os outros seres como um meio eficiente e demonstra a eficácia dos sádanas do direto atravessar. Em sua pesquisa sobre a origem do conceito no budismo tibetano, na qual recolheu relatos de entrevista, Francis V. Tiso afirma que, na teoria e segundo os praticantes, a visualização do corpo de luz não ocorre com os olhos físicos, mas exige uma certa percepção da mente. É sobretudo um estado de atingimento, antes mesmo de qualquer modificação visível em fenômenos ou nas partículas do corpo. Quanto à observação geral, nessa interpretação budista, o carma do mestre realizado se sobreporia ao carma dos outros, determinando assim a visualização da dissolução atômica e de outros fenômenos, ao contrário das outras expectativas cármicas sobre os restantes naturais de um cadáver.

## História do conceito
Segundo Samten Karmay, o conceito não é único ao dzogchen, mas é nele que é visto como um sinal do objetivo de se atingir o estado primordial luminoso. Ele serviu de uso à apologética e proselitismo da tradição Nyingma. Outras escolas budistas tibetanas criticaram fortemente esse conceito como estranho ao budismo, em que muitos repudiaram as alegações de dissolução do corpo e as afirmativas dos apólogos nyingmas de que estaria de acordo com o ensino do "nirvana sem restante".
Nos textos do dzogchen inicial, não se encontra nenhuma apresentação sobre prática do corpo de arco-íris, trekchod ou thodgal, nem na Série da Mente (sems de). Segundo Michael Walter, também não ocorre, entretanto, nos ciclos de tantra do período pós-imperial ("propagação posterior"), o que é indício de que o ensino foi introduzido em um período inicial e se configurou como uma especialidade de ioga nyingma e bon. Estas eram tradições flexíveis e independentes, mesmo com as mudanças tais como o reformismo imperial. É possível que inicialmente fossem práticas não divulgadas. Longchenpa posteriormente comentou sobre elas, evidenciando que houve mudança entre a primeira difusão do budismo no Tibete e os séculos X e XII (Renascença Tibetana).
Segundo Samten Karmay, apenas no século XI há o aparecimento em textos de ideias como "nirvana atingido sem deixar nenhum restante", entendido como sem deixar nenhuma relíquia ou restante do corpo; porém, o entendimento inicial desse antigo ensinamento não corresponde às alegações do corpo de arco-íris. No dzogchen, a referência à dissolução do corpo aparece apenas após os textos da Série da Mente terem sido assimilados. Nas séries Menngagde ("Instrução") e do Espaço, há o termo phung po lhag med (o corpo sem restante".
Possíveis influências não budistas foram assimiladas pelas linhagens de dzogchen e integradas no Vajraiana. Acadêmicos, tanto ocidentais quanto tibetanos, também veem a prática como associada ao antigo mito pré-budista de ascensão de reis ao céu por um cabo de luz (dmu thig), a partir da qual o corpo do rei desaparecia.
Francis Tiso propõe que a teoria do corpo de arco-íris se desenvolveu em meio a um contexto de guerra cultural entre as tradições de budismo no Tibete, como uma resposta das linhagens de dzogchen de encontro a teorias escatológicas de cristãos e muçulmanos, ao mesmo tempo em que se defendiam das reformas monásticas do Vajraiana na segunda difusão tibetana. Há evidências variadas de que foram incorporadas práticas de outras crenças da Ásia Central, em sincretismo de tendências gnósticas, maniqueístas, islâmicas xiitas, cristãs, além do xivaísmo da Caxemira e do próprio Vajraiana. Matthew Kapstein afirma que o ensino do desaparecimento do corpo e do aparecimento luminoso recebeu influências do maniqueísmo, cristianismo e islamismo, bem como do taoismo. Walter sugere que a meditação baseada em visualizações luminosas surge em ambiente indo-iraniano, como se evidencia no texto Yogavidhi, que pode ter contribuído ao simbolismo de cores; já a alquimia xivaíta teria sido uma fonte da busca de transformação corporal. Tiso vê um papel importante do misticismo da luz (fotismo) dentro da tradição siríaco-oriental cristã, que teve grande presença ao longo da Rota da Seda, em intercâmbio inclusive com o budismo; segundo ele, a Igreja do Oriente era a única tradição contemporânea em contato com o budismo que fornecia um sistema contemplativo e um ensino análogo de transformação em luz, dentro da teoria da ressurreição cristã. A diferença, porém, é que o Dzogchen buscava o atingimento da transformação em luz no mesmo corpo ainda em vida.

## Relato de testemunha ocular
Gotas de Coração do Dharmakaya de Shardza Tashi Gyaltsen, um manual de meditação Kunzang Nyingtik Dzogchen comentado por Lopon Tenzin Namdak, contém um relato de testemunha ocular dos corpos de seus principais alunos encolhendo e arco-íris aparecendo no céu nos momentos da morte.

## Realizações relatadas
- Shardza Tashi Gyaltsen (1935)[20]
- Sodnam Namgyal (1952) [21]
- Ayu Khandro (1953)[22]
- Togden Ugyen Tendzin (1962)[23]
- Khenpo A-chos (1998)[24]

Mulheres são também relatadas como tendo atingido o corpo de arco-íris, a exemplo das iogues Bandhe e Jalahari na literatura tântrica, inclusive até nos dias contemporâneos entre monjas.